# River Junction AVA
River Junction AVA (anerkannt seit dem 1. Juni 2001) ist ein Weinbaugebiet im US-Bundesstaat Kalifornien. Das Gebiet erstreckt sich auf die Verwaltungsgebiete von San Joaquin County und Stanislaus County.
Das nordwestlich der Stadt Modesto gelegene Gebiet befindet sich nahe dem Zusammenfluss von San Joaquin River und Stanislaus River, eine Tatsache, die namensgebend für das Gebiet wurde. Die Gründung der geschützten Herkunftsbezeichnung ging auf eine Initiative des Weinguts McManis Family Vineyards (auf halbem Weg zwischen Modesto und Stockton gelegen) zurück, das bis heute das einzige gewerbliche Gut der Region blieb. Als Alleinstellungsmerkmal des Weinbaugebiets im Vergleich anderer kalifornischer AVAs des Kalifornischen Längstals ist das etwas kühlere Klima sowie ein hoher Anteil eines feinen sandigen Lehms im Boden des Schwemmlandes. Das kühlere Klima begünstigt den Anbau weißer Rebsorten. Aktuell sind 90 Prozent der Flächen mit der Rebsorte Chardonnay bestockt.